# Claude Chappuys
Pour les articles ayant des titres homophones, voir Chapuis et Chappuis.
Claude Chappuys, né à Amboise (Indre-et-Loire) vers 1500 et mort le 17 novembre 1575, est un poète français.

## Biographie
Claude Chappuys compte au nombre des officiers de la maison du Roi en 1521 : il est valet de chambre, et bibliothécaire de François Ier à partir de 1533. Il devient secrétaire du cardinal du Bellay, qu’il accompagne en Italie et entre dans la prêtrise. Il est nommé par le roi haut doyen du Chapitre de Rouen mais le Chapitre refuse cette nomination et Chappuys doit se contenter d'une place de grand chantre de la cathédrale Notre-Dame de Rouen, place qui est plus tard réduite à celle de chanoine.
Outre ses poésies de cour, il compose des blasons, parmi lesquels un Blason de la Main, des épigrammes, des épîtres, et des chansons. Il est lié à Mellin de Saint-Gelais et à Marot, qui le considère comme un des bons poètes de son temps ; son nom est resté toutefois longtemps dans l'oubli.

## Œuvres
- Panégyrique récité au très illustre et très chrestien roy Françoys premier de ce nom, à son retour de Provence, l'an mil cinq cens trente huit, au mois de septembre, 1538
- La Complaincte de Mars sur la venue de l'empereur en France, 1539 Texte en ligne
- Discours de la Court, présenté au Roy par M. Claude Chappuys, son libraire et varlet de chambre ordinaire, 1543 Texte en ligne
- L'Aigle qui a faict la poulle devant le coq à Landrecy, 1543 Texte en ligne

- Le Grand Hercule gallique qui combat contre deux, 1545

- Le Sacre & Couronnement du trèsauguste, trespuissant & treschrestien roy Henry deuxiesme de ce nom à Reims. Lan M D XLVII en juillet. Avec la harengue faicte au roy par monseigneur le cardinal de Guyse archevesque de Reims, & la response du roy, 1549
- Harangue au roi Henri II lorsque ce prince fit son entrée à Rouen en 1550, 1550
- La Réduction du Hâvre de Grâce par le roy Charles, neufiesme de ce nom., 1563

Éditions modernes
- Blasons anatomiques du corps féminin, publiés par le bibliophile B. G., décorés de vignettes par Grès, Chartres : Les Parallèles, 1932 Texte en ligne
- Poésies intimes, édition critique par Aline Mary Best, Genève : Droz, coll. « Textes littéraires français », 1967